# Cutro
Cutro är en ort och kommun i provinsen Crotone i regionen Kalabrien i Italien. Kommunen hade 10 462 invånare (2017).